# Diocesi di Bagé
La diocesi di Bagé (in latino Dioecesis Bagensis) è una sede della Chiesa cattolica in Brasile suffraganea dell'arcidiocesi di Pelotas. Nel 2022 contava 394.000 battezzati su 494.000 abitanti. È retta dal vescovo Cleonir Paulo Dalbosco, O.F.M.Cap.

## Territorio
La diocesi comprende 12 comuni nella parte meridionale dello stato brasiliano del Rio Grande do Sul al confine con l'Uruguay: Bagé, Lavras do Sul, Sant'Ana do Livramento, Dom Pedrito, São Gabriel, Rosário do Sul, Pinheiro Machado, Hulha Negra, Candiota, Aceguá, Pedras Altas e Santa Margarida do Sul.
Sede vescovile è la città di Bagé, dove si trova la cattedrale di San Sebastiano.
Il territorio si estende su una superficie di 35.554 km² ed è suddiviso in 16 parrocchie.

## Storia
La diocesi è stata eretta il 25 giugno 1960 con la bolla Qui divino consilio di papa Giovanni XXIII, ricavandone il territorio dalle diocesi di Pelotas (oggi arcidiocesi) e di Uruguaiana.
Il 12 dicembre 1997 ha ceduto la parrocchia di Santa Maria della Vittoria nel comune di Cacequi e il territorio della comunità di Santa Maria in località Laranjeiras alla diocesi di Santa Maria.
Originariamente suffraganea dell'arcidiocesi di Porto Alegre, il 13 aprile 2011 è entrata a far parte della provincia ecclesiastica di Pelotas.

## Cronotassi dei vescovi
Si omettono i periodi di sede vacante non superiori ai 2 anni o non storicamente accertati.
- José Gomes † (18 marzo 1961 - 16 luglio 1968 nominato vescovo di Chapecó)
- Angelo Félix Mugnol † (15 gennaio 1969 - 12 febbraio 1982 deceduto)
- Laurindo Guizzardi, C.S. † (12 febbraio 1982 succeduto - 28 novembre 2001 nominato vescovo di Foz do Iguaçu)
- Gílio Felício (11 dicembre 2002 - 6 giugno 2018 dimesso)
- Cleonir Paulo Dalbosco, O.F.M.Cap., dal 26 settembre 2018

## Statistiche
La diocesi nel 2022 su una popolazione di 494.000 persone contava 394.000 battezzati, corrispondenti al 79,8% del totale.
| anno | popolazione | popolazione | popolazione | presbiteri | presbiteri | presbiteri | presbiteri                | diaconi | religiosi | religiosi | parrocchie |
| anno | battezzati  | totale      | %           | numero     | secolari   | regolari   | battezzati per presbitero | diaconi | uomini    | donne     | parrocchie |
| ---- | ----------- | ----------- | ----------- | ---------- | ---------- | ---------- | ------------------------- | ------- | --------- | --------- | ---------- |
| 1960 | ?           | 294.690     | ?           | 35         | 16         | 19         | ?                         |         | 39        |           | 11         |
| 1970 | 304.800     | 358.400     | 85,0        | 42         | 21         | 21         | 7.257                     | 1       | 27        | 151       | 15         |
| 1976 | 352.000     | 382.000     | 92,1        | 38         | 19         | 19         | 9.263                     | 2       | 32        | 185       | 15         |
| 1980 | 375.000     | 395.800     | 94,7        | 36         | 20         | 16         | 10.416                    | 2       | 36        | 125       | 18         |
| 1990 | 382.000     | 420.000     | 91,0        | 33         | 18         | 15         | 11.575                    | 1       | 26        | 117       | 17         |
| 1999 | 308.000     | 385.000     | 80,0        | 34         | 19         | 15         | 9.058                     | 1       | 25        | 90        | 16         |
| 2000 | 312.000     | 390.000     | 80,0        | 35         | 20         | 15         | 8.914                     | 1       | 26        | 88        | 16         |
| 2001 | 304.146     | 380.183     | 80,0        | 34         | 19         | 15         | 8.945                     | 1       | 33        | 87        | 16         |
| 2002 | 312.073     | 390.092     | 80,0        | 33         | 19         | 14         | 9.456                     | 1       | 30        | 87        | 16         |
| 2003 | 312.073     | 390.092     | 80,0        | 34         | 20         | 14         | 9.178                     | 1       | 26        | 81        | 16         |
| 2004 | 312.073     | 390.092     | 80,0        | 31         | 16         | 15         | 10.066                    | 1       | 28        | 74        | 16         |
| 2006 | 335.000     | 419.000     | 80,0        | 33         | 20         | 13         | 10.151                    | 1       | 19        | 73        | 16         |
| 2012 | 365.000     | 456.000     | 80,0        | 29         | 20         | 9          | 12.586                    | 1       | 14        | 66        | 16         |
| 2015 | 374.000     | 468.000     | 79,9        | 30         | 22         | 8          | 12.466                    | 1       | 10        | 44        | 16         |
| 2018 | 382.910     | 479.650     | 79,8        | 34         | 21         | 13         | 11.262                    | 1       | 17        | 50        | 16         |
| 2020 | 388.500     | 487.100     | 79,8        | 35         | 22         | 13         | 11.100                    | 1       | 16        | 26        | 16         |
| 2022 | 394.000     | 494.000     | 79,8        | 26         | 18         | 8          | 15.153                    |         | 10        | 35        | 16         |